# Cherax parvus
Cherax parvus là một loài tôm hùm trong họ Parastacidae. Nó là loài đặc hữu của Úc.